# أيسباغن برلين
أيسباغن برلين هو نادي هوكي الجليد ألماني تأسس في 1954 ويلعب حالياً في الدوري الألماني وفاز بلقب الدوري 8 مرات.